# فرهاد قائمی
فرهاد قائمی (زاده ۶ شهریور ۱۳۶۸ در گنبد کاووس) بازیکن سابق تیم ملی والیبال ایران و مربی تیم ملی نوجوانان ایران است. او در ۲۱تیر ۱۴۰۳ از دنیای والیبال خداحافظی کرد و نام،استایل،وروش بازی و تکنیک سرویس زنی اش در قاب تاریخ والیبال ایران ماندگار و یادگار شد.
وی سابقه پوشیدن پیراهن تیم ملی ایران در رده‌های نوجوانان و جوانان را دارد. وی در مسابقات والیبال قهرمانی زیر ۱۹ سال پسران جهان در سال ۲۰۰۷ در مکزیک به همراه تیم ملی والیبال نوجوانان ایران به مقام قهرمانی جهان رسید و نخستین مدال طلای ورزش ایران در رشته‌های تیمی در دنیا را کسب کرد.

## زندگی حرفه‌ای
وی در فصل ۹۰–۹۱ با درخشش در تیم هاوش گنبد برای اولین بار به تیم ملی بزرگسالان دعوت شد و با درخشش خود در مسابقات انتخابی المپیک در ژاپن توانست در مسابقات بعدی و مقدماتی لیگ جهانی در ترکیب اصلی تیم ملی باقی بماند. کارشناسان قدرت و سرعت سرویس‌های او را با شیمیزو بازیکن ژاپنی مقایسه کرده‌اند.
بازیهای درخشان او همراه با تیم ایران در مسابقات لیگ جهانی ۲۰۱۴ موجب رسیدن ایران به مقام چهارم لیگ جهانی شد. قائمی از امید استقلال گنبد آغاز کرد و بعد به استقلال گنبد رفت و پس از آن به بیم بابل رفت و تیم بعدی او جواهری گنبد و هاوش گنبد بود، جایی که فرهاد قائمی به عنوان یک پدیده به والیبال ایران به دلیل سرویس‌های دیدنی اش معرفی شد و بعد از حضور متوالی در گنبد به کاله رفت و پس از یک سال حضور موفق و قهرمانی با کاله در لیگ برتر و مسابقات باشگاه‌های آسیا از این تیم جدا شد و به باریج اسانس پیوست و در فصل ۹۳ با پیکان تهران قرارداد بست. وی در مسابقات قهرمانی جهان ۲۰۱۴ در پایان دور اول با میانگین ۶۰٫۶۶ درصد در فهرست بهترین دریافت‌کننده‌ها قرار داشت.

## افتخارات

### تیم ملی
- جام بزرگ والیبال قهرمانان جهان
  - مدال برنز (۱): ۲۰۱۷
- مسابقات والیبال قهرمانی مردان آسیا
  - مدال طلا (۲): ۲۰۱۳، والیبال قهرمانی مردان آسیا ۲۰۱۹
- والیبال در بازی‌های آسیایی
  - مدال طلا (۲): ۲۰۱۴، ۲۰۱۸

## خانواده
او شش خواهر و برادر دارد که خودش پنجمین بچه خانواده می‌باشد. او هم‌اکنون عضو تیم باشگاه والیبال شهرداری گنبد است.